# پارک استنلی
پارک استنلی با مساحت ۴ کیلوتر مربع در مجاورت مرکز شهر ونکوور استان بریتیش کلمبیا در کانادا قرار دارد. سالانه ۸ میلیون نفر از آن دیدن می‌کنند.

## نگارخانه

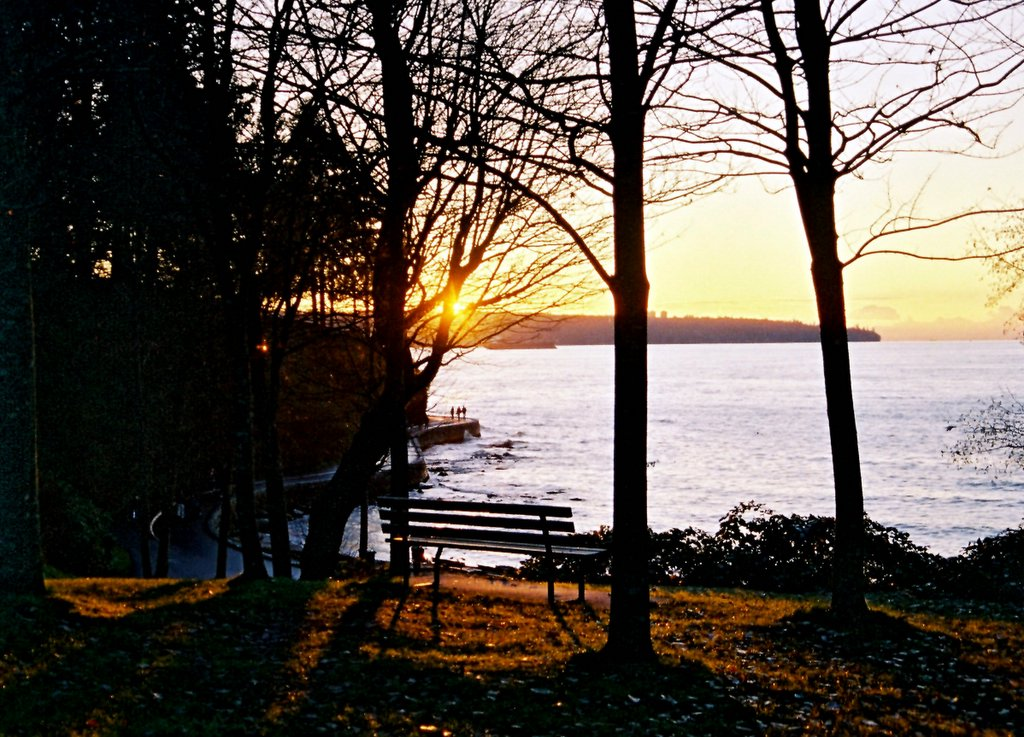
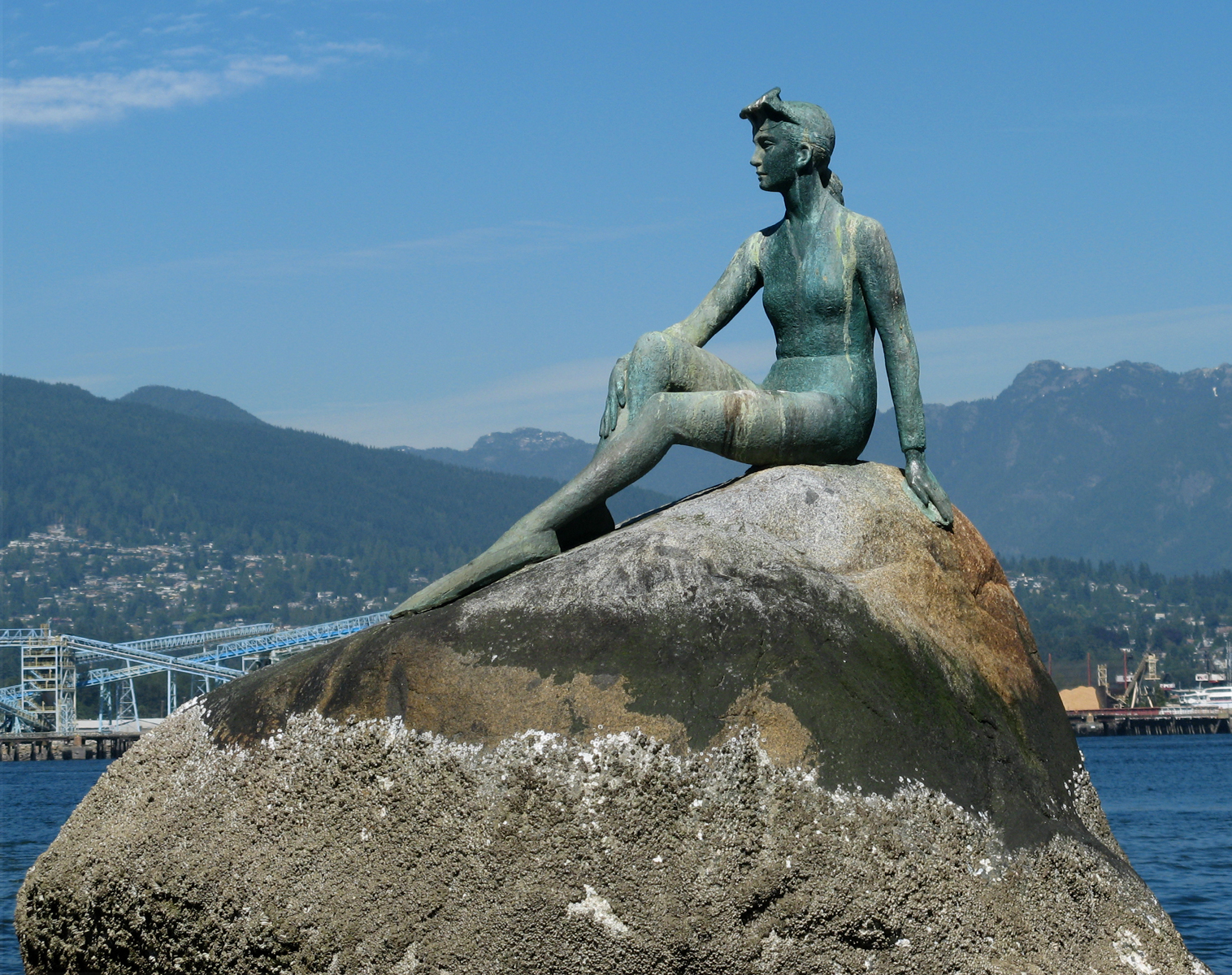
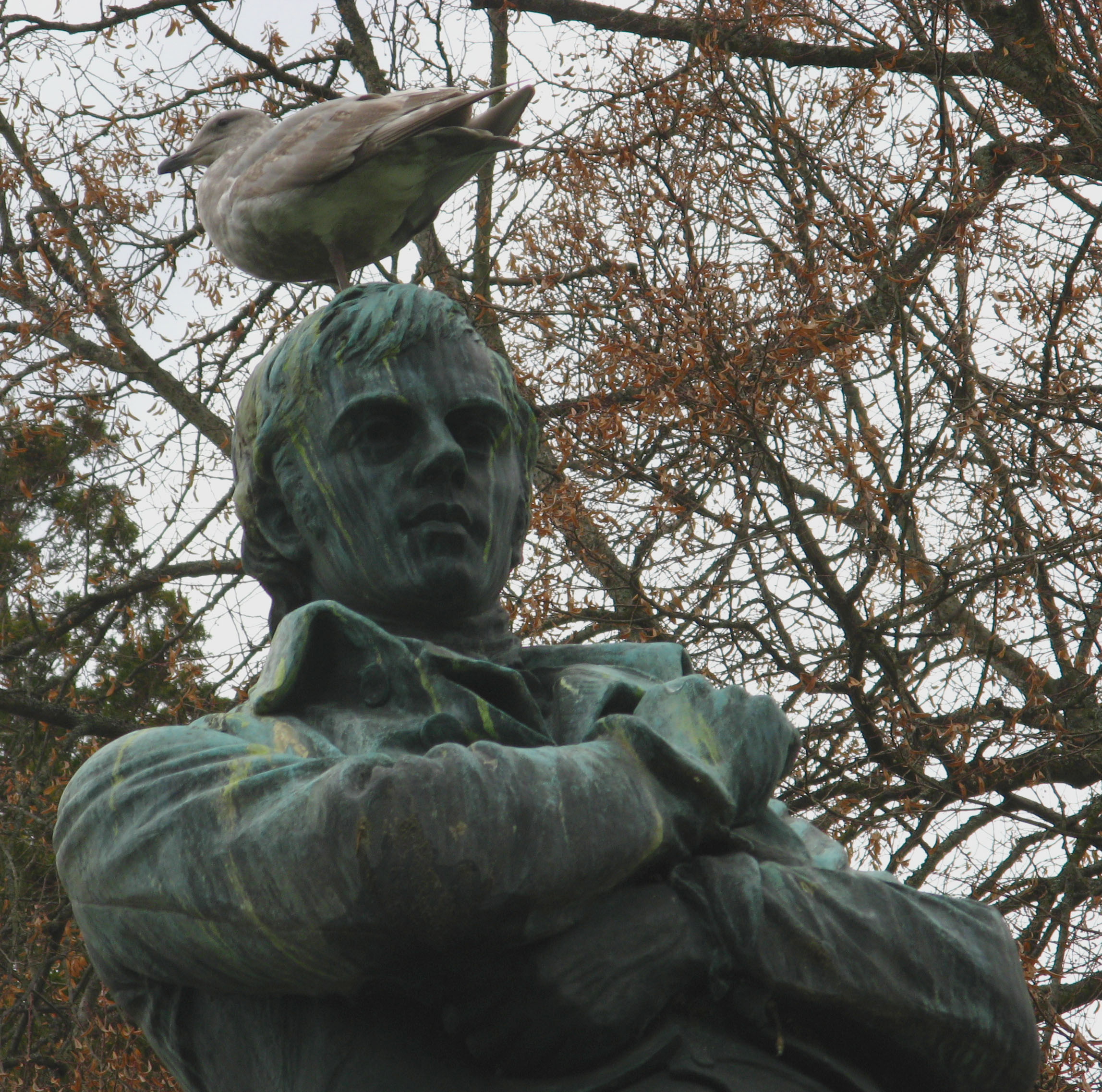
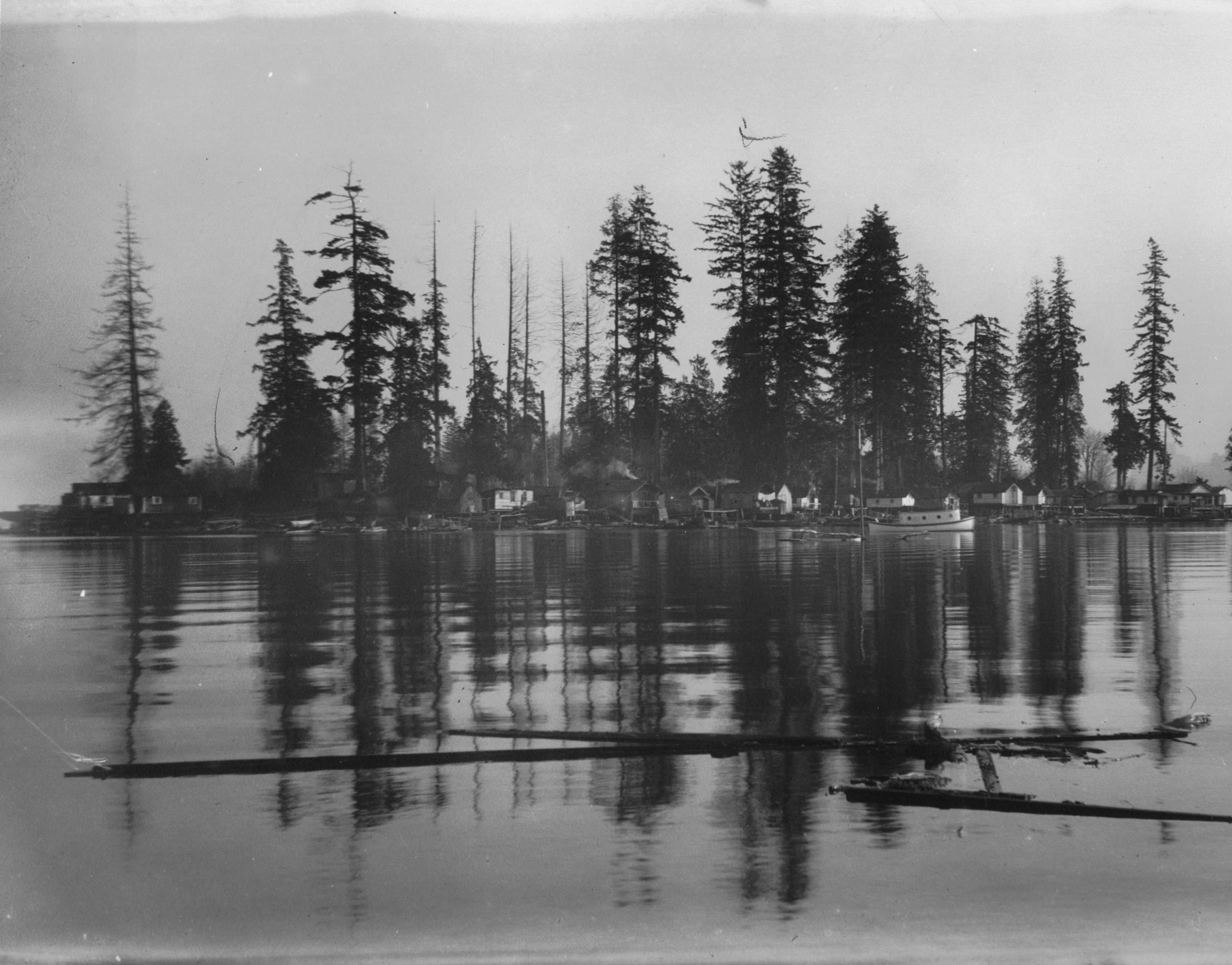
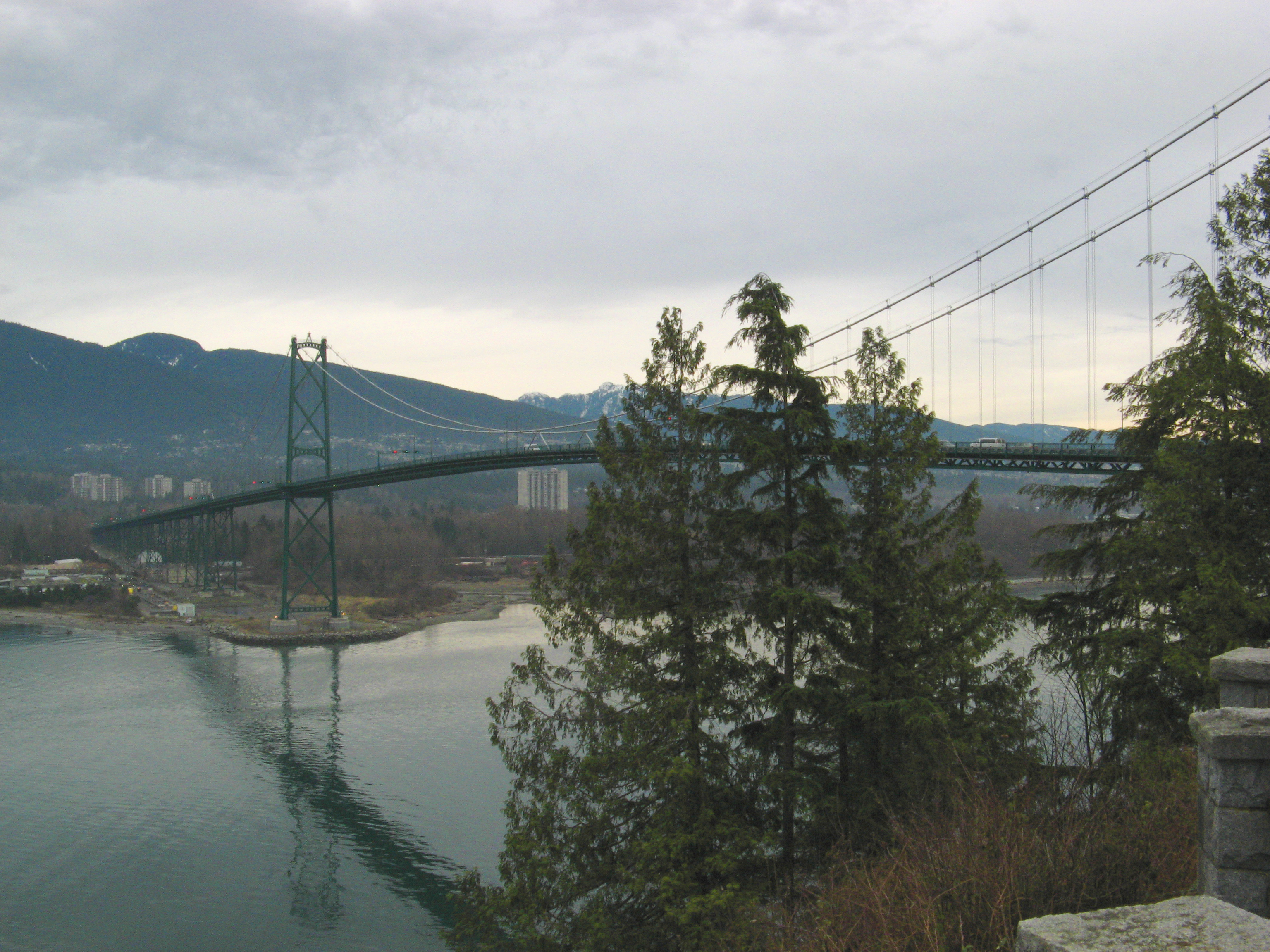
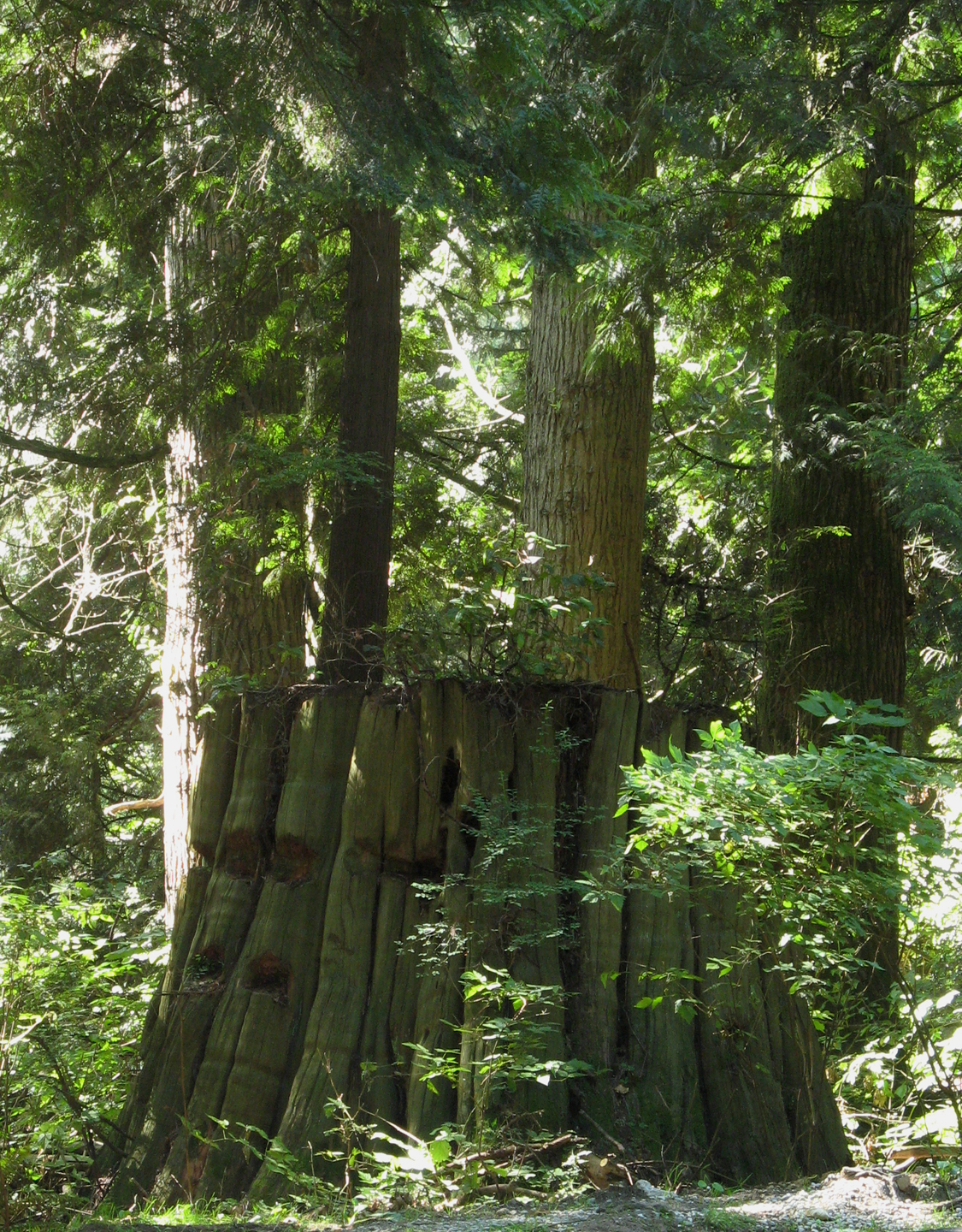
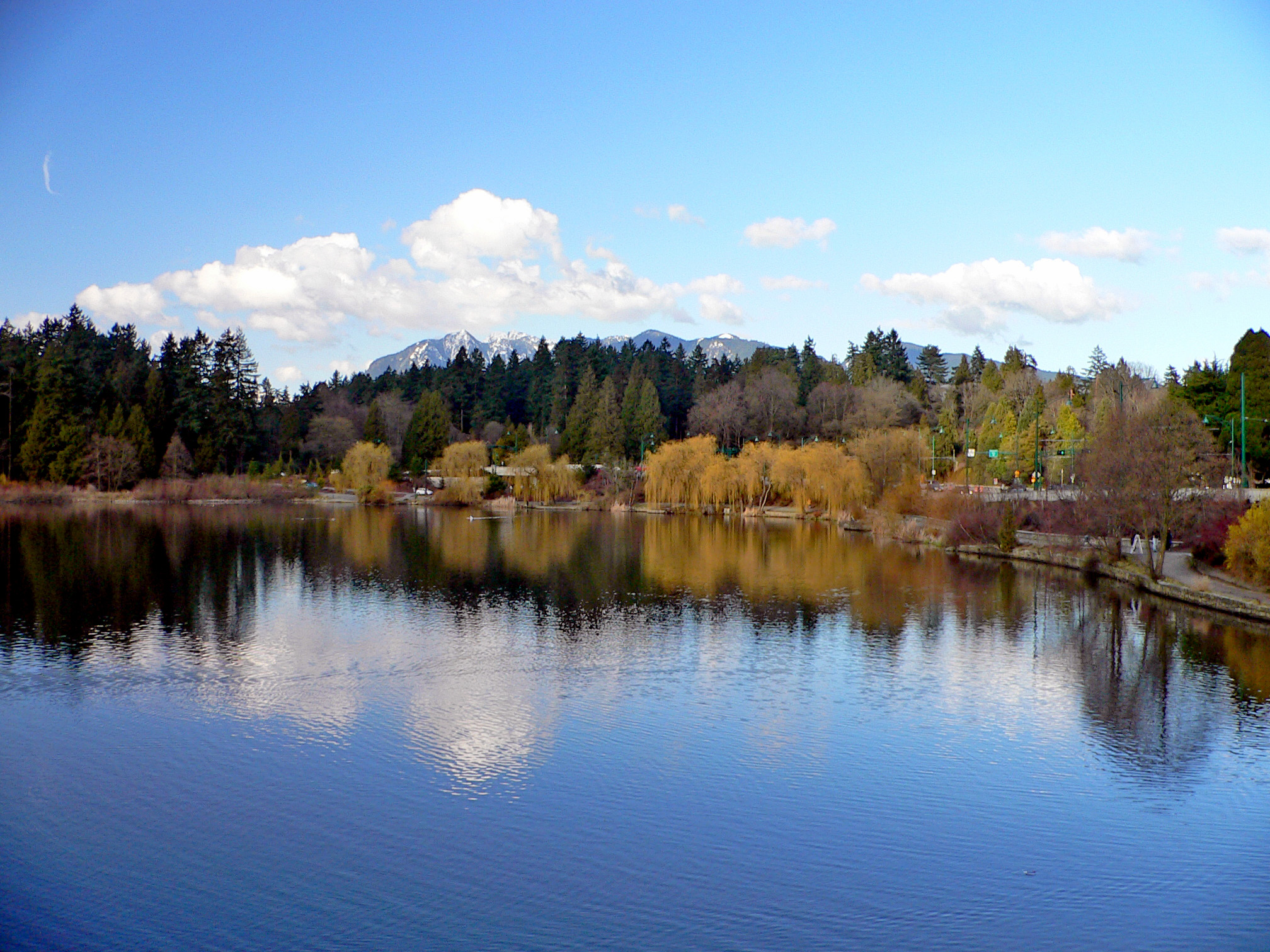
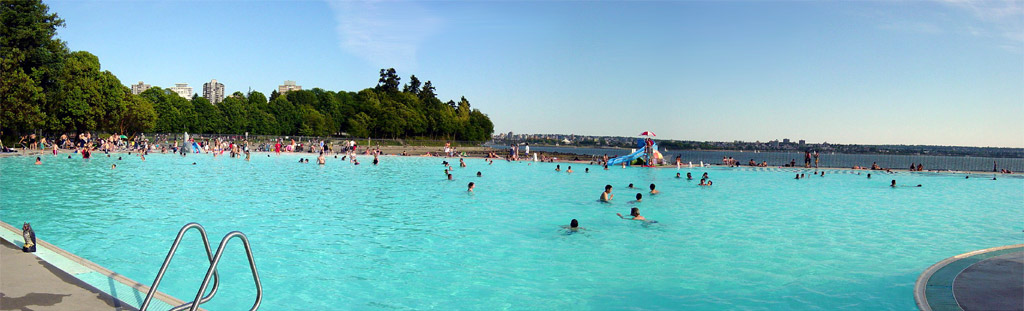
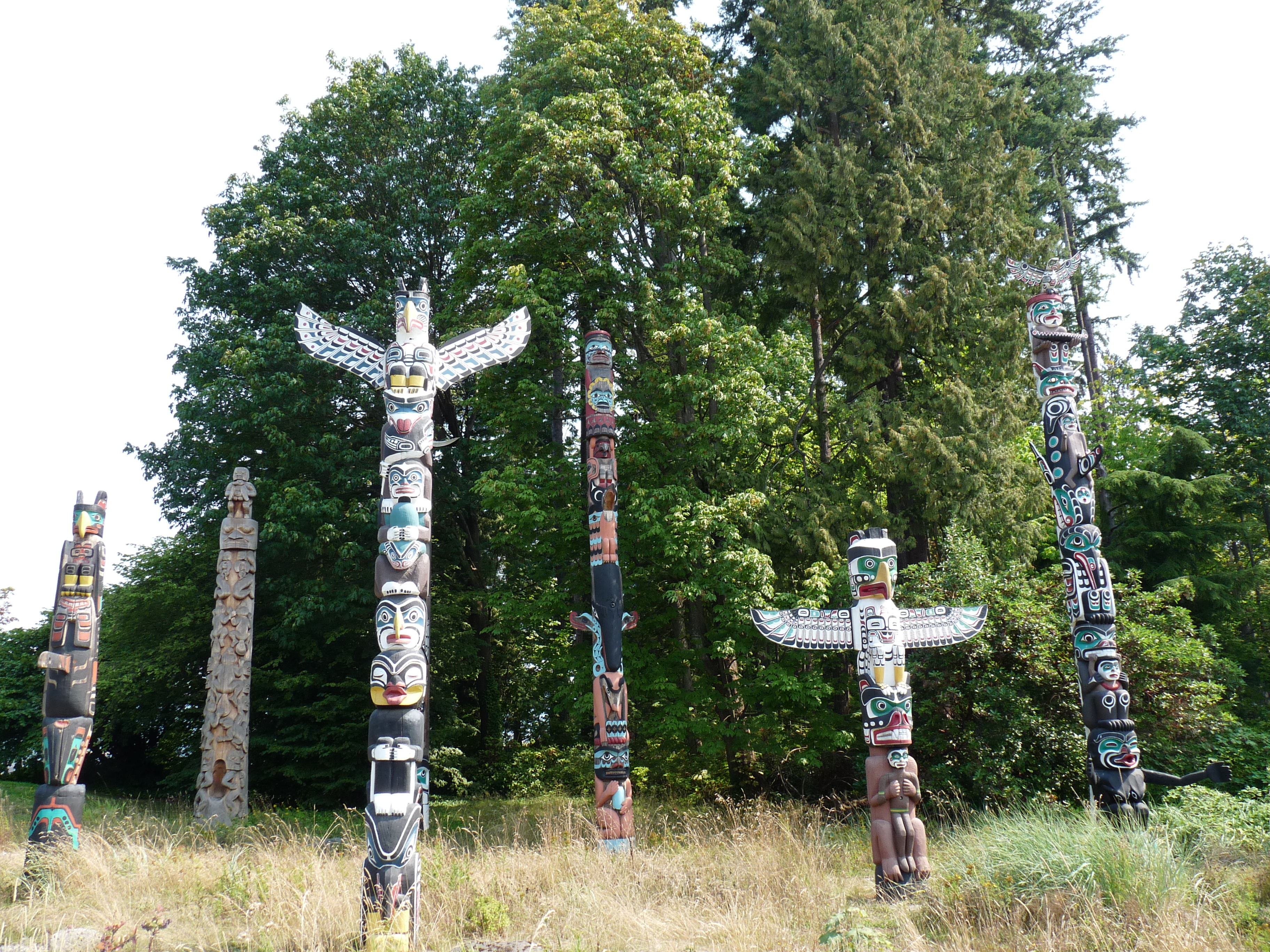